# Бриан, Ги де, барон Бриан
Ги де Бриан (англ. Guy de Bryan; приблизительно 1310 — 17 августа 1390) — английский аристократ, барон Бриан с 1350 года, кавалер ордена Подвязки. Участвовал в Столетней войне и войнах с Шотландией, занимал должность адмирала Запада, в 1349 году исполнял обязанности лорда-хранителя Большой печати.

## Биография
Ги де Бриан принадлежал к рыцарскому роду из Девоншира. Его отцом был сэр Ги де Бриан из Тор-Бриана, умерший примерно в 1347 году; рождение Ги-младшего историки датируют примерно 1310 годом. Военную службу Ги-младший начал в 1327 году с похода против шотландцев. В 1337 году он снова воевал на севере, в 1339 году участвовал в экспедиции короля Эдуарда III на континент — первой кампании Столетней войны. В 1347 году Бриан находился в Кале, которому угрожала вражеская армия. В 1355—1356 годах он был в составе армии, отвоевавшей у шотландцев замок Берик, во главе отряда в сорок всадников. В 1369 году Бриан участвовал в нормандском походе Джона Гонта, в 1371 году командовал эскадрой, разбившей у бретонского побережья флот фламандцев.
Параллельно развивалась гражданская карьера Бриана: в 1330 году он служил при дворе в качестве королевского камердинера, в 1341 году получил должности губернатора замка Сен-Бриавел в Глостершире и смотрителя Динского леса. В 1349 году Бриан некоторое время исполнял обязанности лорда-хранителя Большой печати. Он был послом во Фландрии в 1353 году, на переговорах о мире с Францией в том же году, в папской курии в Авиньоне (1361), в Бретани (1371). После подписания договора в Бретиньи в 1360 году Бриан вместе с ещё тремя английскими лордами принёс в Париже клятву соблюдать условия мира от имени Эдуарда III (1360).
Король наградил Бриана за службу пенсионом в 200 марок (1350 год), орденом Подвязки (1369 или 1370), должностью адмирала Запада (1370). Начиная с 1350 года Бриана вызывали в парламент как лорда.
Ги де Бриан умер 17 августа 1390 года в возрасте примерно 80 лет. Его тело похоронили в аббатстве Тьюксбери в Глостершире.
Семья
Ги де Бриан был женат дважды. До 1348 года он женился, по разным данным, на Джоан Кэрью, дочери сэра Джона Кэрью, либо на Энн/Элис Холуэй, дочери Уильяма Холуэя. В 1349 или 1350 году, не позже 10 июля, он вступил во второй брак — с Элизабет Монтегю, дочерью Уильяма Монтегю, 1-го графа Солсбери, и Кэтрин Грандисон. Первая супруга родила барону дочь Элизабет, впоследствии жену сэра Роберта Фицпейна, вторая — сыновей Ги (умер в 1386), Уильяма (умер в 1395) и Филиппа (умер до 14 февраля 1388), а также дочь Маргарет (умерла около 1361), жену сэра Джона Эрли. В источниках упоминается и ещё одна дочь Ги де Бриана, Филиппа (умерла после 28 июля 1368), жена Эдуарда де Богуна, затем Джона Чандоса, 3-го барона Чандоса.